# Salon de la France d'Outre-mer
Le salon de la France d'Outre-mer est un salon de peinture organisé pour la première fois au Grand-Palais à Paris en 1935.

## Histoire
Fondé par Louis Rollin, organisé par le Ministère des Colonies, le premier salon de la France d'Outre-mer a lieu du 28 novembre au 15 décembre 1935. Le deuxième Salon est organisé, quant-à lui, toujours au Grand-Palais, du 2 au 26 mai 1940. Entre-temps, le Salon de 1937 avait été annulé à cause de la tenue de l'Exposition internationale des arts et techniques modernes et celui de 1939 ajourné en raison de la situation mondiale et du déclenchement de la Seconde Guerre mondiale.
Le Salon est remplacé en 1945 par une exposition nommée La France d'Outre-mer dans la guerre qui a lieu au Grand Palais entre le 12 octobre et le 11 novembre 1945.

## Exposants
- Mathilde Arbey
- Paulette Bardy
- Jean Désiré Bascoulès
- Marcel Damboise
- Marguerite Delorme
- Raoul du Gardier
- Francis Harburger
- Yvonne Kleiss-Herzig
- Yvonne Lévy-Engelmann
- Clarisse Lévy-Kinsbourg
- Azouaou Mammeri
- Charlotte Quillet Saint-Ange
- Henri Sollier
- Ann Tiné